# Smilax purpurata
Smilax purpurata är en enhjärtbladig växtart som beskrevs av Johann Georg Adam Forster. Smilax purpurata ingår i släktet Smilax och familjen Smilacaceae.
Artens utbredningsområde är Nya Kaledonien. Inga underarter finns listade.